# Karl August Nicander
Karl August Nicander (Strängnäs, 20 marzo 1799 – Stoccolma, 7 febbraio 1839) è stato un poeta svedese.

## Biografia
Dopo aver studiato all'università di Uppsala, nel 1823 ottenne un impiego nell'ufficio della cancelleria. Nel 1826 vinse il primo premio dell'Accademia Reale svedese di lettere, storia e antichità di Stoccolma per La morte del tasso (Tassos död). Nel 1827 fece un viaggio in Italia e ritornò poi in Svezia, dove morì fra gli stenti e la miseria.

## Opere
- Runesvärdet (1820)
- Fosterlandskänslan (1825)
- Dikter (1825)
- Dikter (1826)
- Markus Botzaris (1826)
- Tassos död (1826)
- Nya dikter (1827)
- Minnen från Södern (1831–1839)
- Hesperider (1838)
- Samlade dikter (1839–1841)